# Dobroselica (gmina Rekovac)
Dobroselica (cyr. Доброселица) – wieś w Serbii, w okręgu pomorawskim, w gminie Rekovac. W 2011 roku liczyła 16 mieszkańców.